# Маранвалуді
Маранвалуді (Маран Валудхі) (там. மாறன் வழுதி; сер. — кін. I ст. дон. е.) — правитель держави Пандья. Повне ім'я Паннату Танта Пандіян Маравалуті.

## Життєпис
Спадкував Нанмарану. Про нього відомості вкрайобмежені. Тамільські поети не повідомляють про походи, зведення храмів. Більше відомий як меценат та поет. Під його патронатом було складено збірку «Наррінай», першу з числа «Восьми Антологій» (Еттуттокай). Також є автормо 270 вірша в другій антології «Курунтокай».
Також припускають, що саме цей правитель Пандья відправив посольство до Риму, яке 20 року до н. е. зустріло імператора Октавіана Августа в Антіохії.